# Ödeshögs landsfiskalsdistrikt
Ödeshögs landsfiskalsdistrikt var 1918–1964 ett landsfiskalsdistrikt i Östergötlands län, bildat som Lysings landsfiskalsdistrikt när Sveriges indelning i landsfiskalsdistrikt trädde i kraft den 1 januari 1918, enligt beslut den 7 september 1917. När Sveriges nya indelning i landsfiskalsdistrikt trädde i kraft den 1 oktober 1941 (enligt kungörelsen den 28 juni 1941) ändrades distriktets namn till Ödeshögs landsfiskalsdistrikt. Den 1 januari 1965 avskaffades i Sverige samtliga landsfiskaler och landsfiskalsdistrikt, och deras arbetsuppgifter delades upp på de nyskapade indelningarna polisdistrikt, åklagardistrikt och kronofogdedistrikt.
Landsfiskalsdistriktet låg under länsstyrelsen i Östergötlands län.

## Ingående områden
Den 1 oktober 1941 (enligt kungörelsen den 28 juni 1941) tillfördes kommunerna Appuna, Hov och Väderstad från Boxholms landsfiskalsdistrikt. När Sveriges nya indelning i landsfiskalsdistrikt trädde i kraft den 1 januari 1952 (enligt kungörelsen 1 juni 1951) ändrades distriktets omfattning.

### Från 1918
Lysings härad:
- Heda landskommun
- Kumla landskommun
- Röks landskommun
- Stora Åby landskommun
- Svanshals landskommun
- Trehörna landskommun
- Västra Tollstads landskommun
- Ödeshögs landskommun

### Från 1 oktober 1941
Göstrings härad:
- Appuna landskommun
- Hovs landskommun
- Väderstads landskommun

Lysings härad:
- Heda landskommun
- Kumla landskommun
- Röks landskommun
- Stora Åby landskommun
- Svanshals landskommun
- Trehörna landskommun
- Västra Tollstads landskommun
- Ödeshögs landskommun

### Från 1 januari 1952
- Alvastra landskommun
- Folkunga landskommun
- Ödeshögs landskommun